# 吴祥祜
吴祥祜（1913年生），祖籍江西，生於北平。1933年起長期出任中華民國中央广播电台播音員，是3名經重重選考而出的女播音員之一，是當時中華民國國語的標準。

## 1949年前
毕业于北平女师大附中。1933年，由于南京的中央广播电台缺少合格的中華民國國語播音员，总工程师冯简赴北平招考，華北學生群起投考，共两三千人报名。最終10月1日公布僅3人通過，分別是吴祥祜、张洁莲和刘俊英，三人之中以劉俊英名氣最大，在中華民國抗日戰爭時被大日本帝國送了「南京之鶯」的外號。抗战期間，吴祥祜升任播音股股长。

## 1949年後：廣西
1949年后成为中华人民共和国廣西省广播电视厅干部。《广西通志·广播电视志》載1950年「5月1日19时， 广西人民广播电台播音员吴祥祜呼号开始播音」。